# Mollisia palustris
Mollisia palustris är en svampart som först beskrevs av Roberge ex Desm., och fick sitt nu gällande namn av Petter Adolf Karsten 1871. Mollisia palustris ingår i släktet Mollisia och familjen Dermateaceae.  Arten är reproducerande i Sverige. Inga underarter finns listade i Catalogue of Life.